# Maliattha arefacta
Maliattha arefacta är en fjärilsart som beskrevs av Butler 1879. Maliattha arefacta ingår i släktet Maliattha och familjen nattflyn. Inga underarter finns listade i Catalogue of Life.